# Bhinga
Bhinga là một thị xã và là một nagar panchayat của quận Shrawasti thuộc bang Uttar Pradesh, Ấn Độ.

## Địa lý
Bhinga có vị trí 27°43′B 81°56′Đ / 27,72°B 81,93°Đ Nó có độ cao trung bình là 120 mét (393 foot).

## Nhân khẩu
Theo điều tra dân số năm 2001 của Ấn Độ, Bhinga có dân số 20.400 người. Phái nam chiếm 53% tổng số dân và phái nữ chiếm 47%. Bhinga có tỷ lệ 45% biết đọc biết viết, thấp hơn tỷ lệ trung bình toàn quốc là 59,5%: tỷ lệ cho phái nam là 53%, và tỷ lệ cho phái nữ là 37%. Tại Bhinga, 18% dân số nhỏ hơn 6 tuổi.